# Wilsall
Wilsall – jednostka osadnicza w Stanach Zjednoczonych, w stanie Montana, w hrabstwie Park.